# Meketichoffatia
Meketichoffatia is een geslacht van uitgestorven kleine zoogdieren uit het Laat-Jura van Portugal. Het was een relatief vroeg lid van de orde Multituberculata. Het leefde in dezelfde tijd als dinosauriërs zoals Allosaurus. Het is ingedeeld binnen de onderorde Plagiaulacida en de familie Paulchoffatiidae.
Het geslacht Meketichoffatia ('niet langer Choffatia' vanuit het Grieks meketi omdat het niet langer ingedeeld werd bij Paulchoffatia) werd in 1993 door Gerhard Hahn benoemd op basis van een enkele soort, Meketichoffatia krausei. De soortaanduiding eert David W. Krause.
Fossiele overblijfselen van de soort Meketichoffatia krausei, holotype PIFU V J. V. J. 110-115 bestaande uit twee bovenkaken met tanden, werden gevonden in Camadas de Guimarota uit het Kimmeridgien (Laat-Jura) in de bruinkoolmijn van Guimarota, Portugal. Andere schedels zijn toegewezen.